# 베네수엘라붉은고함원숭이
베네수엘라붉은고함원숭이(Alouatta seniculus)는 신세계원숭이에 속하는 고함원숭이로 남아메리카에 산다. 베네수엘라와 콜롬비아, 에콰도르, 페루 그리고 브라질의 서 아마존 분지에 산다. 볼리비아의 산타크루스 주의 개체군은 1985년에 별도의 종 볼리비아붉은고함원숭이로 분리되었으며, 좀 더 최근에는 남아메리카 북서부와 트리니다드에 사는 개체군은 가이아나붉은고함원숭이로 분리하자고 제안돼 있다. 붉은고함원숭이는 광비원소목(신세계원숭이) 내의 거미원숭이과로 분류된다.

## 아종

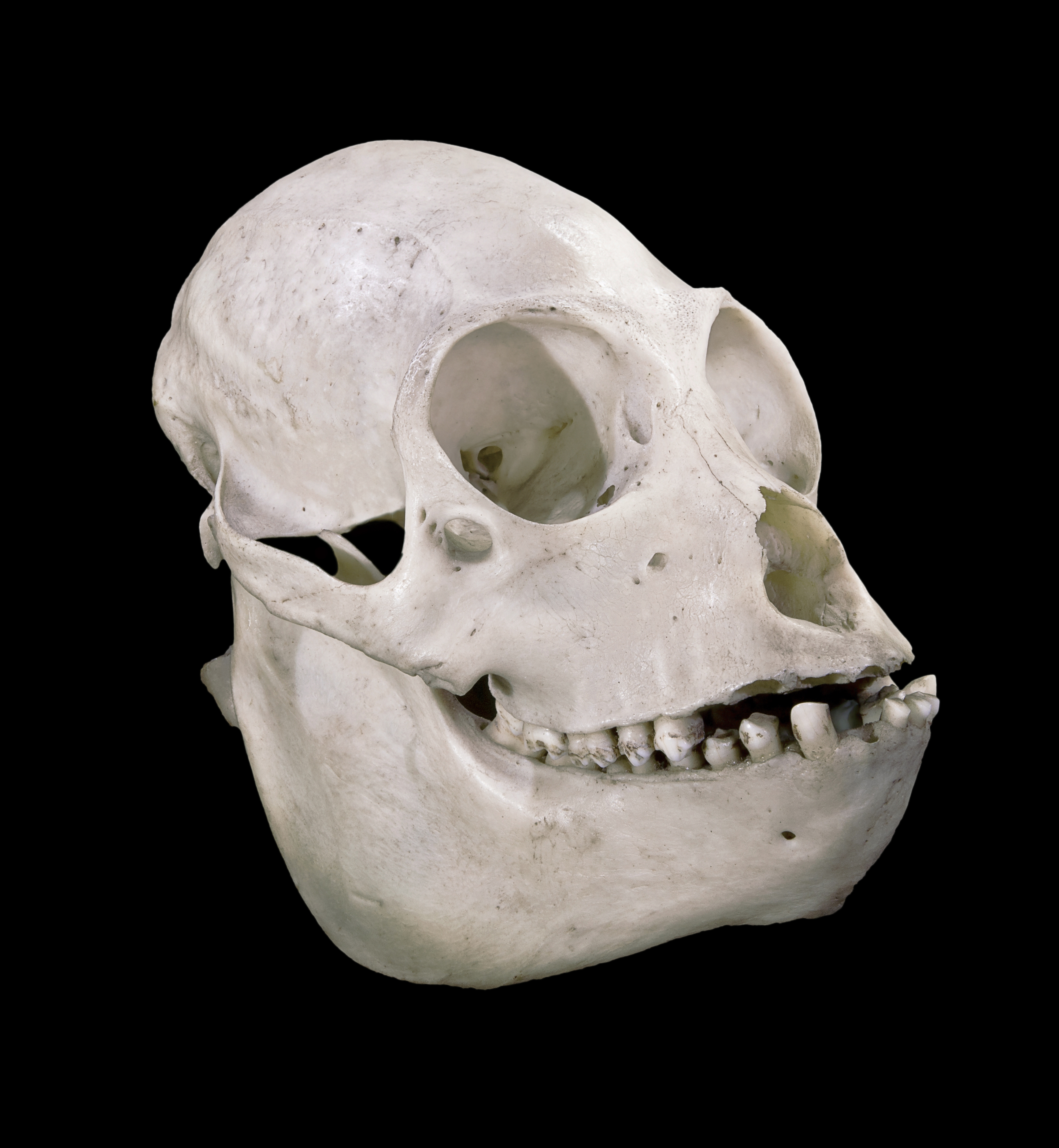
두개골

이 고함원숭이는 전통적으로 3종의 아종이 있지만, 1995년 스탠연(Stanyon) 등은 A. s. sara와 A. s. arctoidea 사이의 염색체 수의 차이(결과적으로 A. s. sara가 하나의 완전한 종으로 간주됨)는 1986년 미네자와(Minezawa) 등이 A. s. sara와 A. s. seniculus 사이에서 발견한 것과 유사한 크기였다라고 결론지었다.
- 콜롬비아붉은고함원숭이 (Alouatta seniculus seniculus)
- 센털고함원숭이 (Alouatta seniculus arctoidea)
- 주루아붉은고함원숭이 (Alouatta seniculus juara)

## 참고 문헌
- 히트월(Heatwole); 알렌(Alan M.) (1990년). 《원숭이와 유인원(Monkeys and Apes)》 초판. 뉴욕: 갤러리북스(Gallery Books).